# Gerhard Bohrmann
Gerhard Bohrmann (* 30. März 1956 in St. Ingbert, Saarland) ist ein deutscher Geologe.

## Leben
Er studierte ab 1977 Geologie und Paläontologie an der Technischen Hochschule Darmstadt und schloss 1984 mit dem Diplom ab.
Von 1984 bis 1987 war er wissenschaftlicher Angestellter an der Christian-Albrechts-Universität Kiel. 1988 wurde er mit der Arbeit Zur Sedimentationsgeschichte von biogenem Opal im nördlichen Nordatlantik und dem Europäischen Nordmeer promoviert. Von 1988 bis 1991 arbeitete er am Alfred-Wegener-Institut in Bremerhaven, von 1991 bis 2002 am Leibniz-Institut für Meereswissenschaften in Kiel als wissenschaftlicher Angestellter der Abteilung Paläo-Ozeanologie, als wissenschaftlicher Assistent in der Abteilung Marine Umweltgeologie und als Leiter der zentralen Einrichtung Lithothek. Seit 2002 ist er Professor für Allgemeine Geologie/Meeresgeologie
an der Universität Bremen. Seine Arbeiten sind eingebunden in das Forschungsfeld „Gas- und Fluidaustritte“ des MARUM – Zentrum für Marine Umweltwissenschaften. Er ist insbesondere für Forschungen zu Methanhydrat in Meeresböden, kalte Quellen und Asphaltvulkane bekannt.
Er wurde 1991 mit dem Hermann-Credner-Preis der Deutschen Geologischen Gesellschaft und 2001 mit Erwin Suess und anderen mit dem Philip-Morris-Forschungspreis ausgezeichnet. 2017 erhielt er den Tsungming-Tu-Preis, 2020 die Gustav-Steinmann-Medaille.
Bohrmann ist auch eine Figur in dem Roman Der Schwarm von Frank Schätzing. In diesem Buch überlebt er nur mit Glück einen Hai-Angriff, bei dem sein fiktiver Begleiter stirbt. Diese Rolle ist der Dank für Bohrmanns fachliche Mithilfe an dem Roman.